# Jeff Cascaro
Jeff Cascaro (Bochum, 1968) is een Duitse jazz-, rhythm & blues- en soul-zanger en trompettist.
Toen hij achttien was won Cascaro de Jugend Jazzt-wedstrijd, sindsdien is hij als professioneel muzikant actief. Hij volgde lessen bij onder meer Jay Clayton en Walter Norris. Hij trad als achtergrondzanger en gastmuzikant op met de meeste Duitse radio-bigbands en speelde bij groepen als de Fantastischen Vier, Guano Apes, H-Blockx en Passport van Klaus Doldinger. Verder werkte hij onder meer met Till Brönner, Ute Lemper, Howard Johnson, Georgie Fame, Herb Geller en Horst Jankowski.
Sinds 2000 is hij professor jazzzang aan de Hochschule für Musik Frans Liszt Weimar. Hij speelde mee op albums van het trio van Martin Sasse en de hr-Bigband. In 2006 verscheen zijn eerste album, in 2008 gevolgd door een tweede plaat.

## Discografie
- Soul of a Singer, Herzog Records, 2006
- Mother & Brother, Herzog, 2008
- The Other Man, Herzog, 2012